# Arroyo Veco (Caritaya)
El arroyo Veco es un curso natural de agua que nace en la ladera sur del cerro Amachuma de la Región de Arica y Parinacota y tras corto trayecto confluye con el río Guaiguasi para dar origen al río Caritaya.: 41 
(No debe ser confundido con el Arroyo Veco (Ajatama).)

## Trayecto
Es de aguas cristalinas de gusto excelente, corre hacia el S y se vacía en el curso superior del río Caritaya. Aguas abajo están ubicadas las lagunas de Amuyo y después el embalse Caritaya.: 922 

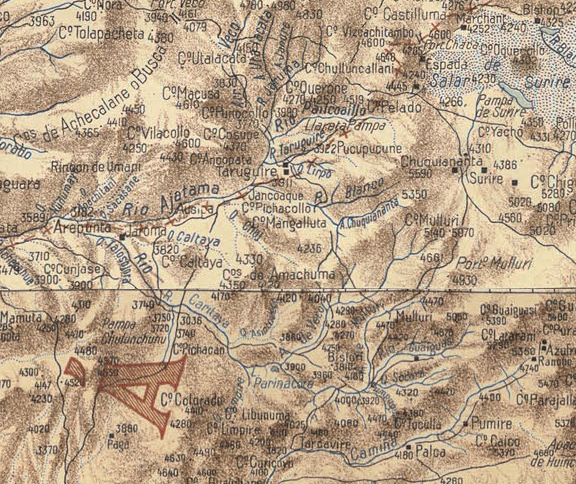
Cuenca alta del río Camarones, mapa compuesto con dos mapas de Luis Risopatrón de 1910. El embalse Caritaya, terminado en 1935, no aparece. En el mapa aparecen las lagunas de Amuyo con el nombre "laguna Parinacota" que no deben ser confundidas con la laguna Parinacota que da origen al río Isluga ni con el bofedal de Parinacota que da origen al río Lauca. También aparece el cerro Macusa que a veces da su nombre al arroyo Veco del Ajatama. Ver también mapa de la zona del Instituto Geográfico Militar (Chile) en escala 1:250.000 publicado en 1954.

## Caudal y régimen
Un informe de la Dirección General de Aguas menciona caudales del río, medidos durante un aforo puntual, del siguiente orden:: 267 
- en noviembre y mayo: 30 a 50 l/s
- en febrero: 70 l/s